# Филиньяно
Филиньяно (итал. Filignano) — коммуна в Италии, располагается в регионе Молизе, в провинции Изерния.
Население составляет 755 человек (2008 г.), плотность населения составляет 24 чел./км². Занимает площадь 31 км². Почтовый индекс — 86074. Телефонный код — 0865.
Покровительницей коммуны почитается Пресвятая Богородица (Immacolata Concezione), празднование 8 сентября.

## Демография
Динамика населения:

## Администрация коммуны
- Официальный сайт: http://www.comune.filignano.is.it